# Roel Coutinho
Roeland Arnold (Roel) Coutinho (Laren (NH), 4 april 1946) is een Nederlands arts en microbioloog. Hij was de eerste directeur van het Centrum Infectieziektebestrijding (CIb), onderdeel van het Rijksinstituut voor Volksgezondheid en Milieu (RIVM) en was hoogleraar aan de Universiteit Amsterdam en de Universiteit Utrecht. Coutinho heeft een Portugees-Joodse achtergrond. 

## Leven en werk
Zijn ouders hadden in de Tweede Wereldoorlog paratyfus opgelopen. Met een verklaring van de GGD kregen ze daarom uitstel van transport naar Polen. Ze maakten daar gebruik van om met hun dochter onder te duiken bij bekenden in Laren. Na de geboorte van Roel verhuisde het gezin naar Blaricum. Hij ging naar het gemeentelijk gymnasium in Hilversum.
Coutinho studeerde geneeskunde in Amsterdam en liep stage bij het Center for Disease Control in Atlanta. Vervolgens werkte hij als tropenarts voor de antikoloniale verzetsbeweging PAIGC in Guinee-Bissau. Terug in Nederland (1974) specialiseerde hij zich als medisch microbioloog. In 1975 werkte hij in Bangladesh mee aan de uitroeiing van pokken. Coutinho werd in 1977 hoofd van de afdeling Volksgezondheid van de GGD in Amsterdam. Een onderwerp waar hij bij deze functie veel mee te maken had, was de bestrijding van seksueel overdraagbare aandoeningen als hiv/aids. In 1984 promoveerde Coutinho aan de Universiteit van Amsterdam op zijn proefschrift Sexually transmitted diseases among homosexual men: studies on epidemiology and prevention (seksueel overdraagbare aandoeningen bij homoseksuele mannen, epidemiologie en voorkoming) bij professor Jan van der Noordaa (1934-2015).
In 1989 werd Roel Coutinho benoemd tot hoogleraar in de epidemiologie en preventie van infectieziekten aan het Academisch Medisch Centrum van de Universiteit van Amsterdam. Daarna werd hij in 2000 algemeen directeur van de GGD Amsterdam. Op 1 februari 2005 werd hij bij het RIVM sectordirecteur van het Centrum Infectieziektebestrijding (CIb).
Coutinho had met zijn functie als sectordirecteur van het CIb ook de leiding over het Outbreak Management Team (OMT), een Nederlands adviesorgaan dat adviseert over de bestrijding van een epidemie. Hij adviseerde onder andere over de in maart 2009 uitgebroken varkensgriep. Coutinho was na het uitbreken ervan meermalen in de media te zien en te horen over de varkensgriep. Op 15 augustus 2013 werd hij opgevolgd door Jaap van Dissel, hoofd van de afdeling Infectieziekten bij het Leids Universitair Medisch Centrum.
Van 1 mei 2011 tot 1 mei 2018 was Roel Coutinho hoogleraar Life Sciences aan de Universiteit Utrecht. In 2018 ging hij met emeritaat. Na zijn emeritaat werkt hij voor de stichting PharmAccess aan verbetering van de gezondheidszorg in Afrika.
Coutinho was in de jaren 1997-2015 als hoogleraar aan de Universiteit van Amsterdam promotor van zo'n 49 promovendi bij het Academisch Medisch Centrum Amsterdam. De proefschriften onderzochten diverse infectieziekten, onder meer legionairsziekte, hepatitis A en hepatitis C, en geslachtsziekten als gonorroe maar vooral HIV. Aan de Universiteit Utrecht promoveerden bij Coutinho nog vier onderzoekers naar infectie via bloedtransfusie, Q-koorts, ziekte van Lyme en gastro-enteritis in 2016-2019.
Tijdens de coronacrisis in Nederland trad Countinho regelmatig als deskundige op in praatprogramma's als Op1 op de Nederlandse televisie.

## Eerbewijzen
- Roel Coutinho is commandeur in de Orde van Oranje Nassau
- Hij ontving de Edward Jenner-penning voor zijn bijzondere verdiensten voor het Rijksinstituut voor Volksgezondheid en Milieu

## Publicaties
Onder meer
- 1984 - Sexually transmitted diseases among homosexual men : studies on epidemiology and prevention, Proefschrift Amsterdam, Universiteit van Amsterdam
- 1985? - met H. Moerkerk en S. A. Danner: AIDS-Beleidsplan voor Amsterdam, Amsterdam, zonder uitgever
- 1988 - met M. P. Springer en anderen: Alles wat u weten moet over AIDS en andere sexueel overdraagbare aandoeningen, Amsterdam: Teleboek
- 1989 
  - - Van pokken, syfilis en aids : geschiedenis van de infectieziektenbestrijding door de eeuwen heen, inaugurele rede Universiteit van Amsterdam
  - - met Herman Vuijsje: Dilemma's rondom AIDS, Amsterdam [etc.] : Swets & Zeitlinger
- 1992 - met R. Steffen, R. M. Meertens en P. Aalbersberg: Verre reizen en gezondheid : de impact van voorlichting, Almere : Primmed
- 1994 - met M. T. Schechter: Epidemiology: Overview,	London : Gower Academic Journals, c1987-, in: AIDS 8, SUP//1, S71
- 1997 - met Martin Fishbein: NIMH multisite HIV prevention trial, National Institute of Mental Health (U.S.), Philadelphia, PA : Rapid Science Publishers, Reeks: AIDS (London, England), v. 11, suppl. 2
- 1999 - met J. A. A. Hoogkamp-Korstanje en S. A. Danner: Therapeutische mogelijkheden bij HIV-infectie nopen tot verruiming van het HIV-testbeleid, Nederlands Tijdschrift voor Geneeskunde, v12 (1999): 598-599
- 2000 - met anderen: Vaccinaties, Houten: Bohn Stafleu Van Loghum. Reeks: Bijblijven, jrg. 16 (2000), nr. 3.
- 2008 - met J. T. van Dissel: Infection control measures and new treatment modalities for emerging Clostridium difficile-associated disease (CDAD), Leiden: Boerhaave Commissie voor Postacademisch Onderwijs in de Geneeskunde, Leids Universitair Medisch Centrum
- 2014 - De geplaagde mens, Uitgeverij Prometheus Bert Bakker
- 2020 - Epidemieën en pandemieën, reeks Elementaire Deeltjes 67, Uitgeverij Athenaeum
- 2021 - Vaxx, Hoe vaccinaties onze wereld beter hebben gemaakt, Uitgeverij Ambo|Anthos

## In fictie
In Een mooie jonge vrouw (2014) van Tommy Wieringa komt Coutinho voor als Jaap Gerson.